# فاضل الربيعي
فاضل الرُبَيعي (ولد في بغداد عام 1952 - 29 مارس 2025) كاتب وصحفي عراقي يحمل الجنسية الهولندية.
نشط في الميادين الأدبية والفكرية والسياسية. نشأ سياسياً في إطار الحركة اليسارية العراقية ضمن صفوف الشيوعيين العراقيين.، وتعد مؤلفاته التاريخية ضمن علم الآثار الزائف.

## أدبه وحياته
بدأ فاضل الربيعي حياته الأدبية والفكرية والسياسية في السبعينيات ككاتب قصصي. أولى أعماله مجموعة قصصية بالإشتراك مع قصّاصين عراقيين وذلك في عام 1970 بعنوان الشمس في الجهة اليسرى. بعدها عكف على نشر عدد كبير من القصص القصيرة والمقالات الأدبية في الصحف العراقية، قبل أن ينشر مجموعته القصصية الأولى أيها البرج يا عذابي التي نالت استحسان النُقّاد وكتب عنها الناقد العراقي الشهير الراحل الدكتور علي جواد الطاهر وذلك في مطلع عام 1976. في هذه السنوات أصبح عضوا في اتحاد الأدباء العراقيين وفي نقابة الصحفيين العراقيين حيث عمل كمحرر صحفي في الجريدة الاسبوعية الفكر الجديد وهي جريدة ثقافية وفكرية تصدر باللغتين العربية والكردية.
درس الصحافة واشترك مع صحافيين عراقيين آخرين في دورات صحفية هامة مثل دورة كلية التضامن في جامعة برلين – ابقا- ودورة اتحاد الصحافيين العرب في القاهرة. كما عمل في الصحيفة اليومية طريق الشعب التي أصدرها الحزب الشيوعي العراقي عام 1973.

## المنفى
غادر العراق عام 1979 مع انهيار التحالف السياسي بين الشيوعيين والبعثيين. وصل إلى تشيكوسلوفاكيا وعاش بضعة أشهر في براغ التي غادرها إلى  عدن  عاصمة اليمن الجنوبي السابق ليعمل في صحيفة الثوري التي يصدرها الحزب الاشتراكي اليمني. في صيف 1980 استقر في دمشق وعمل محرراً في مجلة الحرية اللبنانية كما عمل مراسلا ثم مديرا لمكتب مجلة الموقف العربي في دمشق. في سنوات الثمانينيات أسّس تجمّعا ثقافيا باسم العمل الثقافي مع مجموعة من المثقّفين العراقيين وفي هذه السنوات تزايد اهتمامه بالثقافة الفلسطينية في الأرض المحتلة فنشر كتابه السؤال الآخر عن دار الأهالي السورية وأُعيد طبعه مرتين بالتعاون مع دائرة الثقافة والإعلام في منظمة التحرير الفلسطينية. في هذا الكتاب ألقى الربيعي الضوء على تجربة القصّاصين الفلسطيننين في مناطق 1948 كما نشر عدّة دراسات نقدية عن روايات غسان كنفاني. في عام 1984 نشر مجموعته القصصية القيامة في بيروت.

## من القصة إلى الرواية
انتقل الربيعي بعد نشره لسلسلة القصص القصيرة إلى كتابة الرواية، ففي العام 1984 نشر روايته الأولى عشاء المأتم التي وجه فيها نقدا لاذعا لتجربة الحزب الشيوعي العراقي. كانت تلك بداية القطيعة ثم الخصومة مع الحزب الذي انتسب اليه الربيعي في مطلع شبابه. ترك هذا النقد في صورته الأدبية ثم السياسية أبلغ الاثر في حياته كاتباً، إذ وجد نفسه في خضم خصومة فكرية وسياسية متواصلة مع القيادة الحزبية القديمة، وهو ما سوف يتجلى في اتخاذه مواقف متعارضة كليا مع كل أساليب العمل التي درجت عليها الأحزاب العراقية.
نالت عشاء المأتم اهتمام النقاد والروائين العرب وكتب عنها الروائي السوري الراحل هاني الراهب مقالا مطولا في جريدة السفير اللبنانية واضعا ايها في مصاف كبريات الأعمال الروائية العربية ثم عاد الراهب ليكتب عنها مقالا بعنوان اقرأوا هذه الرواية الجميلة. كانت أهمية الرواية كما ارتأى النقاد تنبع من الأسلوب الروائي الجديد الذي قدمه الربيعي، فالرواية تمتاز بتهشيم فكرة الزمن. تدور أحداث الرواية خلال ليلة واحدة ولكنها تلخص حقبة سياسية واجتماعية تمتد إلى عشر سنوات دار فيها خلاف ثم صراع الشيوعيين والبعثيين. وجه الربيعي في هذه الرواية نقدا لاذعا للدكتاتورية وكشف عن وجهها القبيح ورأى فيها مصدر الشرور. في هذا الوقت وجد الربيعي نفسه في موقع المعارض لحزبه وللنظام البعثي القائم انذاك، ولكنه ظل معتدلا إلى حد بعيد في هذه المواقف ولم ينزلق إلى مواقع العداوة الهوجاء. وعلى عكس ذلك حافظ الربيعي على موقف وطني متميز فعندما اندلعت الحرب العراقية الإيرانية عام 1980 اتخذ الربيعي مبكرا موقف مثيرا ومتميزا، إذ نادى في كتاباته ومحاضراته بالوقف الفوري للحرب بوصفها كارثة على المنطقة، بينما كان الكثير من المثقفين اليساريين العراقيين يتخذون مواقف تنادي بالاستمرار في هذه الحرب حتى إسقاط نظام صدام حسين في العراق.

## من الرواية إلى الأسطورة
في هذا الوقت حدث التحوّل الأهم في حياة الربيعي ككاتب عندما طوّر اهتماماته باتجاهين: دراسة التاريخ القديم ودراسة الأساطير. في هذا السياق بدأ بنشر سلسلة من المقالات التحليلية للأساطير العربية القديمة ولكنه لم ينشرها في كتاب مستقل. عام 1989 غادر دمشق مع أسرته ليعيش في بلغراد (عاصمة يوغسلافيا السابقة) وليعمل محررا في مجلة البلاد الفلسطينية. انتقل من بلغراد إلى قبرص عام 1991 وعمل محررا ثقافيا في مجلة الشاهد. نشر روايته الثانية ممرات الصمت عن دار الملتقى في نيقوسيا والتي بنى حبكتها الروائية على أساس دمج الأدب بالأسطورة. حظيت الرواية باهتمام النُقّاد العرب حتى أن ناقداً أكاديميا في سوريا هو الدكتور نضال الصالح كرّس لها أكثر من فصل في أطروحته للدكتوراه والتي صدرت في كتاب مستقل. وكما حظيت روايته الأولى باهتمام كبار الروائيين والنُقّاد العرب فقد نالت روايته الثانية الاهتمام نفسه. ثم عاد إلى دمشق عام 1994 كمدير لمكتب هذه المجلة. نشر كتابه الشيطان والعرش الذي كرّسه لتحليل الأسطورة العربية القديمة والتوراتية عن لقاء النبي سليمان ببلقيس ملكة سبأ. أثار الكتاب اهتمام النُقّاد والقرّاء وكتبت عنه عشرات المقالات وما زال ناشر الكتاب شركة رياض الريس في بيروت يعرض الكتاب في المعارض السنوية. في هذا الوقت عكف الربيعي على دراسة تجربة حركة القوميين العرب من منظور علاقة الفكر العربي بالأسطورة فنشر له الريس كتابه الثاني "كبش المحرقة".
في عام 1996 هاجر الربيعي إلى هولندا ليستقر فيها ويكتسب الجنسية الهولندية. في هولندا كرّس الربيعي سنوات عدة من حياته لإنجاز مشاريع ثقافية وفكرية ضخمة توّجها بكتابة مؤلفه فلسطين المتخيلة: أرض التوراة في اليمن القديم وهو خمسة كتب في مجلدين كبيرين (نحو 1400 صفحة). جاء تأليف هذا الكتاب في إطار دراسة الربيعي للغة العبرية وللكتاب المقدس العهد القديم. وفي هذه السنوات أيضا أنجز ونشر العديد من مؤلفاته منها إرم ذات العماد، شقيقات قريش، أبطال بلا تاريخ وقصة حب في أورشليم كما نشر عن مركز دراسات الوحدة العربية كتابه ما بعد الاستشراق فضلا عن العديد من المؤلّفات الأخرى. خلال الحقبة الممتدة من عام 1996 حتى عام 2008 شارك الربيعي في الكثير من المؤتمرات الفكرية العربية والدولية وساهم بنشاط في العديد من الفعاليات الفكرية والسياسية في الوطن العربي وأوروبا.

## نقد
تحظى آراء فاضل الربيعي في التاريخ بشعبية واسعة في الدول العربية رغم شذوذها عن المسلمات التاريخية بوصفها علم زائف، وتعرض الربيعي لنقد لاذع من مختصين في تاريخ اليمن مثل محمد مرقطن مدير مكتشفات النقوش في البعثة الأمريكية في اليمن وغيره. ومن اللافت أن الربيعي لا يحمل شهادة علمية ولم ينشر دراسة في أي جامعة أو مركز أبحاث، وإنما تعد أفكاره استمراراً لنظرية التوراة العربية التي بدأها المؤرخ اللبناني كمال الصليبي وتعرضت لنقد أكاديمي في حينها.  

## الغزو الأمريكي للعراق ونتاج الربيعي الفكري
عندما وقع الغزو الأمريكي للعراق عام 2003 لفت الربيعي أنظار العراقيين في الداخل والخارج إلى موقفه المتميز والجريء وذلك باستخدامه لوسائل الإعلام العربية للتعبير عن موقف داعم للمقاومة العراقية. وكانت إطلالته المتكررة على شاشة الجزيرة أفضل تعبير عن قوة هذا الموقف الذي أكسب الربيعي شعبية كبيرة في الأوساط العراقية والعربية حيث حظي باهتمام واحترام واسعين.
كانت سنوات الاحتلال الممتدة من 2003 حتى 2008 بالنسبة للربيعي سنوات إنتاج فكرية وسياسية غزيرة، فقد وضع نحو خمسة كتب نشرت تباعا وقدّم فيها تحليلا معمّقا وتشريحا اجتماعيا وتاريخيا للمجتمع العراقي تحت الاحتلال. كان كتابه الخوذة والعمامة كتابا جديدا غير مسبوق قدّم فيه الربيعي تحليلا موسعا لدور رجال الدين في العراق. سلّط الربيعي في هذا الكتاب الأضواء على دور الحوزة الشيعية في النجف، وهو الأمر الذي جعل من الكتاب مرجع أساسيا بالنسبة للكثير من المؤلّفين والكتاب الذين يتناولون الشأن العراقي. وفي هذا الإطار نشر الربيعي كتابه من أيقظ علي بابا في شكل حلقات يومية على مساحة صفحة كاملة من جريدة القدس العربي اللندنية، كما نشر سلسلة دراسات تاريخية عن دور رجال الدين صدرت تاليا في كتاب العسل والدم. في هذا الوقت نشرت له دار الفكر في دمشق وهي واحدة من أكبر دور النشر العربية، كتابه المشترك مع الباحث والمفكر السوري الراحل تركي علي الربيعو بعنوان الأسطورة والسياسة وفي هذا الكتاب كشف الربيعي عن نفاق قيادة الحزب الشيوعي العراقي الرسمي وتملّقها لرجال الدين.

## من مؤلفاته
- فلسطين المتخيلة 1
- فلسطين المتخيلة 2
- القدس ليست أورشليم
- أسطورة عبور الأردن وسقوط أريحا
- حقيقة السبي البابلي
- المراثي الضائعة
- في ثياب الأعرابي - الأصمعي إمام الأنثروبولجيا العربية، كتاب المجلة العربية، الرياض، السعودية، 1433 هـ
- بنو إسرائيل وموسى لم يخرجوا من مصر (سفر الخروج)
- مصر الأخرى: إسرائيل المتخيلة، مساهمة في تصحيح التاريخ الرسمي لمملكة إسرائيل القديمة.
- يهوذا والسامرة البحث عن مملكة حمير اليهودية
- الرومان ويهود اليمن
- إبراهيم وسارة
- إسماعيل وهاجر
- مكة وايلاف قريش
- الذاكرة المنهوبة: علم الآثار التوراتي وتزوير تاريخ فلسطين والشرق الأدنى القديم
- أبطال بلا تاريخ: الميثولوجيا الإغريقية والأساطير العربية
- إرم ذات العماد -من مكة إلى أورشليم -البحث عن الجنة
- إساف ونائلة
- العسل والدم: من عنف الدولة إلى دولة العنف.
- المناحة العظيمة
- المسيح العربي
- الشيطان والعرش: رحلة النبي سليمان إلى اليمن
- شقيقات قريش: الأنساب الزواج والطعام في الموروث العربي
- كبش المحرقة: نموذج لمجتمع القوميين العرب
- غزال الكعبة الذهبي: النظام القرابي في الإسلام
- يوسف والبئر: أسطورة الوقوع في غرام الضيف
- طفل القيامة
- عشاء المأتم: ليلة الشاطئ الجميل اللعينة
- ليلة الاسرار (رواية).
- فليمت شكسبير ولتحيى مريم
- ممرات الصمت
- الأسطورة والسياسة
- الطائفية والحرب
- المرأة العربية في المواجهة النضالية والمشاركة العامة
- إستراتيجية التدمير، آليات الاحتلال الأمريكي للعراق ونتائجه
- الخوذة والعمامة - الاحتلال الأمريكي وموقف المرجعية الدينية في العراق
- الجماهيريات العنيفة
- ما بعد الاستشراق الغزو الأمريكي للعراق وعودة الكولونياليات البيضاء
- جبريل والنبي، 2014.
- نظرية في إعادة ترتيب الأديان والعصور: سرجون الثاني وبلقيس (الكتاب الأول). 2019.
- نظرية في إعادة ترتيب الأديان والعصور النص المبتور: تفسير القرآن وتلفيق التاريخ الرسمي للإسلام (الكتاب الثاني). 2019.
- أشعار الأنبياء ومزامير الكهنة: مختارات من الشعر في التوراة (ترجمة جديدة عن النص العبري). 2019.
- الألغاز الكبرى في اليهودية. 2021.[8]

## وفاته
توفي يوم السبت 29 مارس 2025 في هولندا عن عمر ناهز 73 عامًا بعد معاناة من المرض، ودفن في مقبرة وادي السلام في محافظة النجف يوم الخميس 3 أبريل 2025.